# كانتون فرايبورغ

## أعلام
- أحمد هوبر
- جاك بوجن
- باسكال جيني

## وصلات خارجية
- موقع جامعة إدارة الأعمال والفنادق في سويسرا Business & Hotel Management School - سويسرا
- Swiss Universities handbook موقع يضم الجامعات السويسرية - بالإنجليزية
- الدراسة في سويسرا بالعربي